# Heliophila schulzii
Heliophila schulzii är en korsblommig växtart som beskrevs av Wessel Marais. Heliophila schulzii ingår i släktet solvänner, och familjen korsblommiga växter. Inga underarter finns listade i Catalogue of Life.